# Fanals de la plaça de l'Ajuntament
Els Fanals de la plaça de l'Ajuntament són elements modernistes de l'Hospitalet de Llobregat (Barcelonès) que formen part en el seu conjunt de l'Inventari del Patrimoni Arquitectònic de Catalunya.

## Descripció
Es tracten de fanals amb cinc caps lluminosos de ferro treballats a la fundició Roura de Barcelona. Els caps lumínics són de vidre glaçat i estan coberts de corones de ferro treballat als quals hi ha l'escut de L'Hospitalet del Llobregat -fets expressament per l'Ajuntament-. El treball del ferro simulant un trenet de fulles d'heura al fust del fanal, emmarca l'obra dins l'estil de les arts industrials del modernisme. Per l'època i per la forma es pot deduir que els fanals eren inicialment de gas.

## Història
Aquest fanals de la plaça de l'Ajuntament han arribat fins als nostres dies sense cap mena de documentació històrica. Es relacionen amb l'Ajuntament perquè són els dos únics exemplars situats davant la porta principal, un a cada costat, així que la seva col·locació se situaria entre el 1895, moment en què es comença a construir la Casa de la Vila, i el 1900.